# Del Amo Fashion Center
Del Amo Fashion Center es un centro comercial ubicado en la ciudad de Torrance, en California (EE. UU.), al sur de la ciudad de Los Ángeles. Actualmente está gestionado por Simon Property Group, que posee parte de la propiedad del centro. Tiene una superficie alquilable de 234.079 m², lo que lo convierte en uno de los mayores centros comerciales de EE. UU. Existen siete grandes tiendas de Macy's, JCPenney y Sears, además de 300 comercios adicionales, múltiples restaurantes, un gimnasio y unos multicines AMC Theatres.  

## Historia
Originalmente el Del Amo Shopping Center fue creado por Jaime del Amo en terrenos que pertenecían a su familia (en sus orígenes habían formado parte del Rancho San Pedro), y que abrió sus puertas en 1949.
El actual Del Amo Fashion Center surgió de la unión de varios desarrollos inmobiliarios en la zona este de la intersección del Hawthorne Boulevard y Carson Street en Torrance, promovida por Guilford Glazer. Entre 1981 y 1992 fue el mayor centro comercial de EE. UU., siendo sobrepasado en 1992 por la apertura de Mall of America.

## En cine y televisión
El centro comercial ha sido escenario de varias películas y series de televisión. La zona de restauración aparece en la comedia Valley Girl que está protagonizada por Nick Coppolla (Nicolas Cage). También tiene lugar en él una escena de Jackie Brown, una película de Quentin Tarantino. La película Bad Santa, fue rodada en parte en los interiores y exteriores del centro y finalmente, el espectáculo Reno 911 de Comedy Central ha sido rodado en el centro comercial. Además, un episodio de Medium fue grabado en Kelly's coffee and fudge.